# Brecha de los Italianos
La brecha de los Italianos es un paso de montaña y fronterizo entre la República Argentina y la República de Chile. En su lado chileno se encuentra en el parque nacional Bernardo O'Higgins y en el argentino en el parque nacional Los Glaciares. 
Se ubica al sur del monte Fitz Roy y al este de la aguja de la Silla y de la Desmochada, al norte de la aguja Kakito y la Saint Exupery. 
Une la comuna de Natales de la región de Magallanes y Antártica Chilena con el departamento Lago Argentino en la Provincia de Santa Cruz. Los asentamientos más cercanos son El Chaltén en Argentina y Candelario Mancilla en la región de Aysén, Chile.

## Etimología
La brecha es denominada así por la expedición italiana que la escaló el 26 de enero de 1937.

## Límite internacional
La aguja Desmochada se encuentra en el límite de Argentina y Chile definido entre el monte Fitz Roy y el punto A de la sección B del acuerdo de 1998.